# Nagrada Booker
Nagrada Booker, odnosno punog naziva The Man Booker Prize for Fiction, je jedna od najprestižnijih književnih nagrada u svijetu. Dodjeljuje se svake godine za najbolji roman na engleskom jeziku. Za nagradu se natječu autori iz zemalja Commonwealtha i Republike Irske.
Postoji i Man Booker International nagrada, prvi put dodijeljena 2005. godine. Za nju se mogu natjecati svi živući autori svijeta. 
Ruska inačica Bookerove nagrade je Ruska bookerova nagrada, utemeljena 1992. godine.
Dobitnicima Bookerove nagrade općenito je osiguran međunarodni publicitet i uspjeh. Već i sama selekcija bilo na dužoj ili kraćoj listi autoru osigurava dovoljno pozornosti u književnim krugovima. 
Novčani iznos nagrade prvotno je iznosio 21.000 funta, ali je iznos postupno narastao do 50.000 funta, koliko je dodijeljeno dobitniku u 2005. godini.

## Poveznice
- Nagrada Man Booker International